# عوركي ملا عبد الرحمان
عوركي ملا عبد الرحمان (بالفارسية: عورکی ملاعبدالرحمان) هي قرية تقع في البلدة المركزية في إيران. يقدر عدد سكانها بـ 466 نسمة بحسب إحصاء 2016.